# 克拉斯諾焦爾斯科耶區

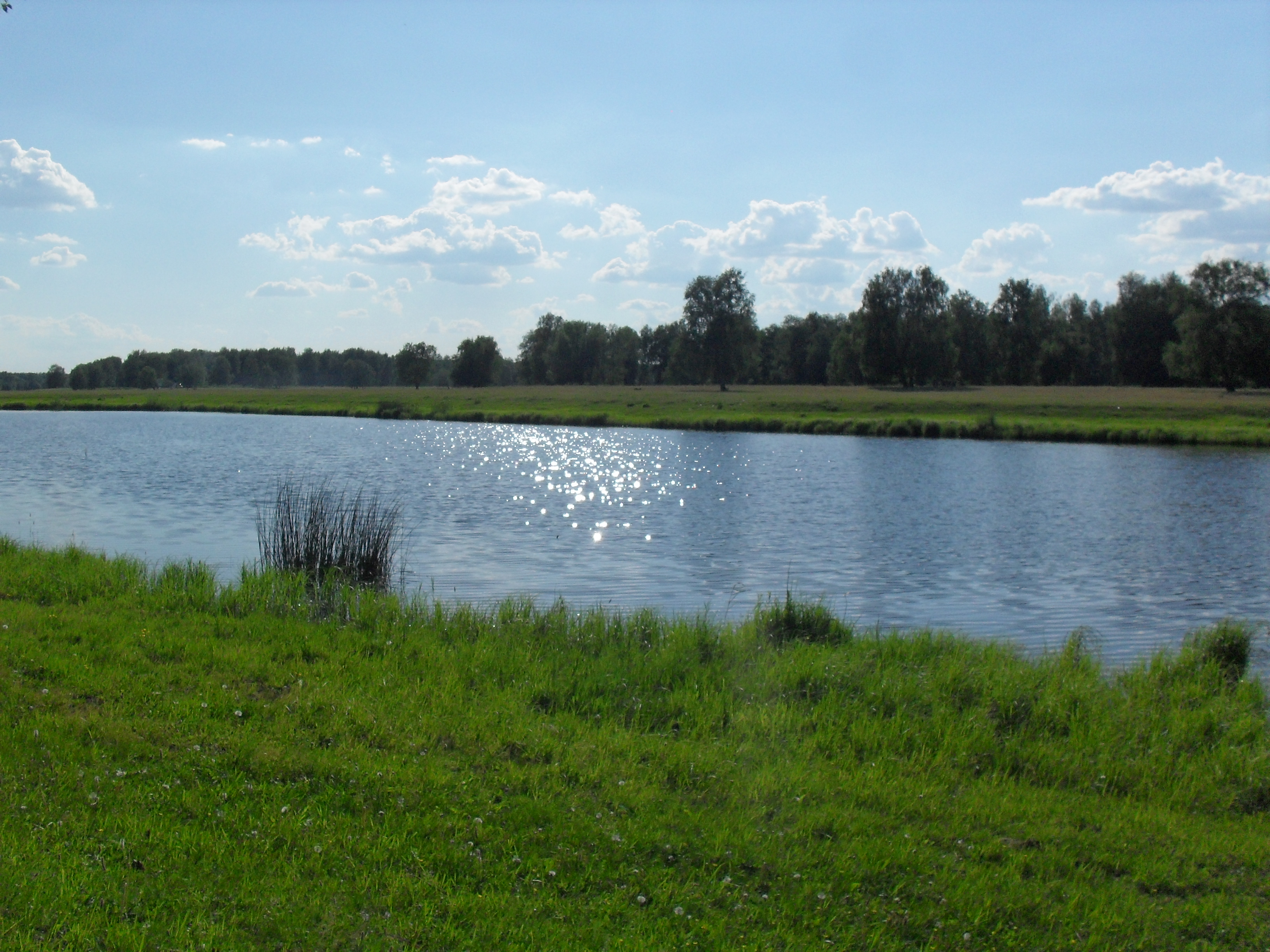

53°59′N 79°15′E / 53.983°N 79.250°E
克拉斯諾焦爾斯科耶區（俄语：Краснозёрский район），是俄羅斯的一個區，位於該國南部，由新西伯利亞州負責管轄，面積5,330平方公里，2010年人口32,491，人口密度每平方公里6.1人。